# Jackson Bostwick
Jackson Leonard Bostwick Jr. (* 23. Oktober 1943 in Carlisle, Pennsylvania) ist ein US-amerikanischer Schauspieler und Synchronsprecher. Er wurde Mitte der 1970er Jahre durch seine Rolle des Captain Marvel in der Fernsehserie Shazam! einem breiten Publikum bekannt.

## Leben
Bostwick wurde am 23. Oktober 1943 in Carlisle als Sohn eines Arztes geboren. Sein Vater Jackson Leonard Bostwick Sr. arbeitete als Neurochirurg in Montgomery im US-Bundesstaat Alabama. Er studierte Medizin an der University of Alabama, wo er Mitglied der Beta-Theta-Pi-Bruderschaft war. Er verfügt außerdem über einen Master of Fine Arts der University of Southern California, da er einer der ursprünglichen Studenten des Programms war. Er lernte das Schauspiel bei Lurene Tuttle und unterrichtete schließlich ihre Kurse.
In erster Ehe war er von 1980 bis 1981 mit Sheryl Williamson verheiratet. Am 23. April 1988 heiratete er Kelly Nyman. Auch diese Ehe wurde geschieden. Ab März 2002 war er mit der Schauspielerin Elizabeth Lamont verheiratet. Auch diese Ehe ist mittlerweile geschieden.

## Karriere
Bostwick war erstmals als Teilnehmer der Fernsehspielshow The Dating Game im Fernsehen zu sehen. Sein Filmschauspieldebüt gab er 1971 in Evel Knievel. Im selben Jahr hatte er außerdem Filmrollen in The Late Liz und Pink Angels inne. Insel am Ende der Welt verkörperte er einen Piloten. Von 1974 bis 1975 stellte er die Rolle des Captain Marvel in der Fernsehserie Shazam! dar. Insgesamt wirkte er in dieser Funktion in 17 Episoden mit. 1978 lieh er im Film Die Katze aus dem Weltraum mehreren Charakteren seine Stimme.
1980 wirkte er in zwei Episoden der langläufigen Fernsehserie Disney-Land mit. In den folgenden Jahren hatte er Filmrollen überwiegend in R-Rating-Filmen inne. Eine Nebenrolle erhielt er 1982 in Tron. 1983 spielte er im Film ...und der Tod wartet schon die Rolle des Mark O’Brien. In dem Film sind seine Eltern auf einem Bild zu sehen. 1987 war er im Film Klauen des Todes zu hören. 1990 stellte er in Future Zone die Rolle des Tony Ginetti dar. Zuletzt wirkte er 2008 in den beiden Spielfilmen Horror Grindshow Double Feature und Suitable for Murder als Filmschauspieler mit.
Bostwick ist Gründer der L.A. (Lower Alabama) Film Group und der MIT (Made [mostly] In Tennessee) Film Group, zweier unabhängiger „Off-Hollywood“-Film- und Fernsehproduktionsfirmen.

## Filmografie (Auswahl)

### Schauspiel
- 1971: The Red Skelton Show (Fernsehserie, Episode 20x14)
- 1971: Evel Knievel
- 1971: The Late Liz
- 1971: Pink Angels
- 1971: Viel Lärm um Sandy (Funny Face, Fernsehserie, Episode 1x13)
- 1973: An Eye for an Eye
- 1974: Insel am Ende der Welt (The Island at the Top of the World)
- 1974–1975: Shazam! (Fernsehserie, 17 Episoden)
- 1976: Gus
- 1976: How to Break Up a Happy Divorce (Fernsehfilm)
- 1979: The Hughes Mystery
- 1980: Disney-Land (Disneyland, Fernsehserie, 2 Episoden)
- 1980: The Killings at Outpost Zeta
- 1981: Escape from DS-3
- 1981: Skirmish
- 1982: Tron
- 1983: ...und der Tod wartet schon (The Prey)
- 1984: Das Geheimnis der Phantomhöhlen (What Waits Below)
- 1985: Future Project – Die 4. Dimension (My Science Project)
- 1990: Future Zone
- 1994: A Matter of Honor
- 1994: Bio-Force (Mutant Species)
- 2004: Dodge City: A Spaghetto Western
- 2008: Horror Grindshow Double Feature
- 2008: Suitable for Murder

### Synchronisationen
- 1978: Die Katze aus dem Weltraum (The Cat from Outer Space)
- 1987: Klauen des Todes (The Outing)